# Европейский протей
Европейский протей (лат. Proteus anguinus) — вид хвостатых амфибий семейства протеев (Proteidae), единственный вид рода Proteus. Обитают в подземных озёрах на западе Балканского полуострова. Из-за сходства окраски с цветом человеческого тела земноводное получило прозвище «человеческая рыбка» (словен. človeška ribica, хорв. čovječja ribica, серб. човечија рибица), ср. также словац. jaskyniar, jaskynný mlok, т.е. «пещерник», «пещерный тритон».

## Описание
Длина тела достигает примерно 30 см, вес 15—20 граммов. Цвет кожи бледно-розовый, однако личинки, развивающиеся на свету, могут иметь тёмную окраску.
В природе все особи слепы. Наружные жабры сохраняются в течение всей жизни. У животных имеются маленькие ножки. Длинное, угревидное тело розоватого или мясо-красного цвета, несет 3 пары ярко-красных перистых жабр и маленькие слабые конечности с 3 пальцами на передних и 2 на задних ногах. Хвост заметно короче туловища и сжат с боков. На голове, по форме напоминающей щучью, глаз не видно, так как они совершенно скрыты под кожей.

## Ареал и места обитания
Ареал простирается от юга Словении (Постойнска-Яма) до Боснии и Герцеговины. Обитает в подземных озёрах и речушках, при температуре около 10°С.
Протей всю жизнь проводит под землей. Чрезвычайно редко встречается в реках, выходящих на поверхность земли, после очень сильных ливней, когда протеев выносит из пещер бурными потоками.

## Биология
Предполагается, что протей — неотеническая форма древней саламандры (аналогично другому земноводному — аксолотлю).
Кормится в воде мелкими ракообразными и червями. На сушу не вылезает, но периодически поднимается к поверхности за воздухом. Несмотря на присутствие лёгких, одними ими дышать не может и, вынутый из воды, через несколько часов погибает. Одна из интересных особенностей протея состоит в том, что он воспринимает свет всей поверхностью кожи. В неволе прячется в темноту, ест червей, мелких ракообразных и кусочки мяса. Может многие месяцы обходиться без пищи. Исследования показали, что протеи предпочитают жить на очень ограниченных участках, за год большинство из них не преодолевает и 10 метров. Весьма чувствительны к загрязнению воды, могут жить только в чистой воде.
Половой зрелости достигают лишь к 12 годам. Средняя продолжительность жизни — 69 лет, при этом некоторые особи живут более 100 лет. По информации базы данных AnAge на июль 2025 года максимальная зарегистрированная продолжительность жизни в природе составляет 102 года (рекордное значение для земноводных, пример пренебрежимого старения).

## Охрана
Протеев в большом количестве вылавливали в подземных озёрах и реках для продажи в зоопарки и туристам. Численность их резко упала, и в настоящее время протей взят под охрану и ловить его запрещено.

## Фото
- Голова с жабрами крупным планом